# 斯塔德尼基 (奧斯特羅赫區)
50°27′53″N 26°30′58″E / 50.46472°N 26.51611°E
斯塔德尼基（烏克蘭語：Стадники），是烏克蘭西北部的村莊，隸屬里夫內州的里夫內區。該村始建於1539年，面積0.96平方公里，海拔高度186米，2001年人口789，人口密度每平方公里818.5人。